# Douglas Peak (Neuseeland)
Der Douglas Peak ist ein Berg im Westland District der Region West Coast auf der Südinsel von Neuseeland.

## Namensherkunft
Der ursprünglich von dem europäischen Entdecker Harper vergebene Name für die Bergspitze war „The Horn“, doch später wurde der Berg zu Ehren des Entdeckers vieler Westküstentäler, Charlie Douglas, in Douglas Peak umbenannt.

## Geographie
Der Douglas Peak befindet sich mit einer Höhe von 3077 m in den Neuseeländischen Alpen und zugleich im Westen des Mount Cook National Park. Der Gipfel ist von Gletschern, wie im Westen vom Albert Glacier, im Nordwesten vom Explorer Glacier und im Osten vom Forrest Ross Glacier, umgeben. Westlich angrenzend erhebt sich mit 2759 m der Mount Alack, nordöstlich der 3002 m hohe Glacier Peak und über die Ayres Ridge im Süden hinweg der 3070 m hohe Mount Haidinger.

## Geschichte
Die Erstbesteigung gelang am späten Mittag des 28. Januar 1907 den Bergsteigern Ebenezer Teichelmann, Alexander Graham und Henry Edward Newton von Westen her über die Pioneer Ridge.

## Besteigung
Die Südwand des Douglas Peak soll eine der größten Eisrouten Neuseelands zum Klettern sein. Die Pioneer Hut kann zunächst in anderthalb bis zwei Tagen vom Dorf Fox aus erreicht werden. Von dort benötigt man rund eine Stunde bis zur Südwand, die mehrere klassische Eisrouten bietet. Das Frühjahr auf der Südhalbkugel (September–Oktober) ist in der Regel am besten für eine Tour geeignet.